# 宮本勝浩
宮本 勝浩（みやもと かつひろ、1945年1月12日 - ）は、日本の経済学者、大阪府立大学名誉教授、関西大学名誉教授。博士（経済学）（神戸大学）（2004年）。専門分野は、ロシア経済学、数理経済学。大阪府立大学副学長、ロシア・東欧学会副代表理事などを歴任。和歌山県和歌山市出身。2024年、瑞宝小綬章受章。

## 学歴
- 1963年3月：和歌山県立桐蔭高校卒業
- 1968年3月：大阪府立大学経済学部卒業
- 1970年3月：大阪大学大学院経済学研究科修士課程修了
- 1970年8月：大阪大学大学院経済学研究科博士課程中途退学
- 2004年：博士（経済学）（神戸大学）取得

## 職歴
- 1970年9月：大阪府立大学経済学部助手
- 1973年4月：大阪府立大学経済学部講師
- 1977年9月：大阪府立大学経済学部助教授
- 1991年9月：大阪府立大学経済学部教授
- 1996年12月：大阪府立大学学生部長
- 1999年4月：大阪府立大学経済学部長
- 2000年：ロシア・東欧学会副代表理事[3]
- 2005年4月：公立大学法人大阪府立大学理事
- 2005年8月：公立大学法人大阪府立大学副学長
- 2006年4月：関西大学大学院会計研究科教授
- 2015年3月：関西大学を定年退職

- 財務省財政制度等審議会臨時委員
- 大阪府水道部経営・事業評価委員会委員長
- 大阪府市町村合併推進審議会会長
- 公益信託泉州地域振興基金運営委員会委員長
- 堺市人事委員会委員
- 財団法人堺都市政策研究所理事長

## 発表した経済効果の一覧
阪神タイガースの優勝をはじめ、様々な事象が起こることによって生じる経済効果の分析をテレビ、ラジオなどのマスコミで発表している。
- 2003年 「阪神優勝の経済効果」
- 2004年 「球界再編の経済効果」、「プロ野球のストのマイナス経済効果」、「東北楽天の宮城県における経済効果」
- 2005年 「阪神優勝の経済効果」、「セパ交流戦の経済効果」
- 2006年 「阪神優勝の経済効果」、「清原、中村選手のオリックス入団の経済効果」、「2008年大阪サミット誘致の経済効果」、「ディープインパクトの経済効果」
- 2007年 「阪神優勝の経済効果」、「世界陸上競技選手権大阪大会の経済効果」
- 2008年 「阪神優勝の経済効果」、「東国原知事の経済効果」、「ユキチャン効果」、「くいだおれ太郎の経済波及効果」、「たま駅長効果」[5]
- 2009年 「阪神優勝の経済効果」、「WBC日本代表優勝の経済効果」「ガンバ大阪が新スタジアムを建設した場合の経済効果」「城島選手阪神移籍の経済効果」「「邪馬台国」の畿内説立証が奈良県観光に及ぼす経済波及効果」「石川遼の経済波及効果」[6]
- 2010年「バンクーバーオリンピックの経済効果」、「奈良の大仏の建造費用の推定」、「2011年大阪マラソンの経済波及効果」、「星野仙一阪神シニアディレクターが楽天の監督を引き受けた時の経済波及効果」
- 2016年 ネコノミクスによる経済効果を波及効果も含め2兆3162億円と試算[7]。
- 2020年 新型コロナウイルス感染症の感染拡大に伴う第102回全国高等学校野球選手権大会の中止によって失われる経済効果（経済的損失）を、「日本のアマチュアスポーツでは最高額」（約672億4,415万円）と推計[8]。

## 著書・編著・論文
- 「分権的経済計画と社会主義経済の理論」大阪府立大学経済学研究叢書、1976。
- 「現代経済学概説」共著、世界思想社、1977。
- 「現代経済分析のフロンティア」共編著、中央経済社、1992。
- 「激動する世界の政治・経済」共著、嵯峨野書院、1994。
- 「大阪経済学」共著、経営書院、1994。
- 「関西経済論 I 」編著、中央経済社、1996。
- 「関西経済論 Ⅱ 」編著、中央経済社、1997。
- 「世界経済の構造的変化とマクロ経済政策」共著、嵯峨野書院、1998。
- 「市場経済移行論」共著、世界思想社、2002。
- 「移行経済の理論」、中央経済社、2004。
- 「会計教育方法論」共著、関西大学出版部、2007。

主な学術論文として以下のものがある。
- 「コルホーズのひとつのモデル」大阪府立大學經濟研究 19(2),70-81,1974
- 「社会主義経済における完全雇用のもとでの技術選択についての一展望」大阪府立大學經濟研究 20(1),66-83,1975
- 「社会主義経済の均衡成長理論」大阪府立大學經濟研究 22(4),59-71,1977
- 「社会主義経済の労働者の分配率とボーナスシステム」大阪府立大學經濟研究 23(2),1-13,1978
- 「Behavior of Workers in a Planned Economy: A Mathematical Approach」 Japanese Slavic and East European Studies, Vol. 1, No.6, 1985.
- 「ソ連防衛力削減の経済効果」新防衛論集 18(3),p24～43,1990.12
- 「Trade Balance in the Floating Exchange-Rate System and IS-LM Framework Analysis」Asian Economic Journal, Vol. 5, No.2, 1991.
- 「Economic Transition : China with Russia」(joint paper with Jinping Yu), Japanese Slavic and East European Studies, Vol.18, 1997.
- 「Macroeconomic Policy and Ownership Structure in a Mixed Transition Economy」(with Jinping Yu) Journal of Comparative Economics, Vol.28,No.4,2000.
- 「Comparative Analysis on Economic Transitions of Russia and China」,Journal of Economics, Business and Law,Vol.4, 2002.
- 「Exports and Economic Growth in Russia and China」(with Chi Han),Japanese Slavic and East European Studies , Vol.25, 2004.
- 「An analysis of the Determinants of Provincial-Level Performance in China’s Economy」(with Huangin Liu), Comparative Economic Studies,Vol.47,2005.
- 「The Development of Private Enterprises and the Struggle for Existence of State-Owned Enterprises in a Transition Economy」(with Chi Han), International Journal of Pure and Applied Mathematics, Vol.23,No.3, 2005.